# Kazimierz Kolbuszewski
Kazimierz Tadeusz Kolbuszewski właściwe  Kobzaj (ur. 27 stycznia 1884 w Przemyślu, zm. 20 lutego 1943 w Majdanku k. Lublina) – polski historyk literatury.

## Życiorys
Ukończył w 1902 Gimnazjum św. Anny w Krakowie. Studiował filologię germańską i klasyczną  na Uniwersytecie Jagiellońskim a następnie także filologię polską na Uniwersytecie Lwowskim. W 1909 uzyskał doktorat z filozofii na Uniwersytecie Lwowskim. W latach 1909–1913 odbył studia uzupełniające w Berlinie, Dreźnie, Wrocławiu, Lipsku, Zurychu i Paryżu.  
W latach 1906–1909 był nauczycielem w gimnazjum w Stryju, w latach 1909–1922 w IV Gimnazjum we Lwowie.
W 1921 habilitował się w UJK, w 1922 objął Katedrę Historii Literatury Polskiej na Uniwersytecie Stefana Batorego w Wilnie. W 1933 wrócił do Lwowa i objął po prof. Wilhelmie Bruchnalskim Katedrę Historii Literatury Polskiej UJK. W czasie okupacji sowieckiej Lwowa (1939–1941) był kierownikiem Katedry Języka i Literatury Niemieckiej na Uniwersytecie Lwowskim. 
W czasie okupacji niemieckiej brał udział w tajnym nauczaniu. 17 września 1942 został aresztowany przez Gestapo za ukrywanie jednego ze swoich żydowskich studentów. Według innych źródeł został aresztowany za udzielanie pomocy medycznej swojej żydowskiej gospodyni. 1 lutego 1943 Kazimierz Kolbuszewski został przewieziony do obozu koncentracyjnego na Majdanku, gdzie został zamordowany 20 lutego 1943.